# Piper PA-32 Cherokee Six
Piper PA-32 är en utveckling av Piper PA-28 Cherokee.  Det är ett enmotorigt helmetallplan, lågvingat med fast eller infällbart landställ och sex sittplatser, sju med ett extra säte, inklusive pilot. Den finns i ett antal versioner och utföranden med omställbar propeller samt med fast eller infällbart landställ. 
PA-32:s olika modeller har byggts i ca. 7 800 exemplar innan tillverkningen upphörde år 2007.

## Piper Aircraft
Piper Aircraft gick i konkurs 1991 men återuppstod 1995 som The New Piper Aircraft. Fr.o.m. 2006 heter företaget åter Piper Aircraft.

## Versioner
- Piper PA-32-260 Cherokee Six, originalversionen med fast landningsställ och en motor på 260 hk.
- Piper PA-32-300 Cherokee Six, med en motor på 300 hk.
- Piper PA-32R-300 Cherokee Lance, med infällbart landningsställ och en motor på 300 hk.
- Piper PA-32RT-300 Lance II, med infällbart landningsställ och med höjdrodret ovanpå sidrodret i T-konfiguration.
- Piper PA-32RT-300T Turbo Lance II, Lance II med turboladdad motor.
- Piper PA-32R-300 Saratoga, uppdaterad Lance II med höjdrodret nedanför sidrodret i klassisk konfiguration.
- Piper PA-32R-300T Turbo Saratoga, Saratoga med turboladdad motor.
- Piper PA-32 6X, Saratoga med fast landningsställ.
- Piper PA-32 6XT, 6X med turboladdad motor.

## Pipers flygplansmodeller
- Piper Aircraft

## Farter
Begränsningar i farter i mph.
| V-beteckning | Förklaring                      | KIAS PA-32R Lance II |
| ------------ | ------------------------------- | -------------------- |
| X-W          | Max. demonstrerad X-vind        | 17 (kts)             |
| Vs           | Stallfart utan klaff            | 64                   |
| Vso          | Stallfart med 40 grader klaff   | 56                   |
| Vx           | Fart för bästa stigvinkel       | 100                  |
| Vy           | Fart för bästa stighastighet    | 106                  |
| Vr           | Fart för lättning               |                      |
|              | En route stighastighet          |                      |
| Vg           | Bästa glidtalshastighet         | 106                  |
| Vlo          | Max. fart, landställ upp        | 125                  |
| Vle          | Max fart, landställ ner         | 150                  |
| Vfe          | Max. fart med klaff             | 125                  |
| Va           | Design. manöverfart             | 125                  |
| Vno          | Max. marschfart                 | 172                  |
| Vne          | Max. tillåten fart              | 217                  |
|              | Inflygningshastighet            | 100-110              |
|              | Finalhastighet, 40 grader klaff | 86                   |